# ISO/IEC 17024
A ISO/IEC 17024 é uma avaliação de conformidade para estabelecer requisitos gerais para organismos que realizam certificação de pessoas.
Corresponde, no Brasil, à norma oficial ABNT NBR ISO/IEC 17024:2004.
Ela é usada para estabelecer procedimento para que empresas possam certificar profissionais a obter uma certificação atestando habilidades e competências necessárias para uma determinada função.
O uso da certificação é muito comum para pessoas que queiram trabalhar com turismo, metrologia, informática, condução de veículos, dentre outros e querem obter uma certificação atestando competência para o trabalho em determinada profissão apenas realizando uma prova em uma unidade credenciada, sem a necessidade obrigatória de ter feito qualquer curso..